# Лангервее
Лангервее (нім. Langerwehe) — сільська громада в Німеччині, знаходиться в землі Північний Рейн-Вестфалія. Підпорядковується адміністративному округу Кельн. Входить до складу району Дюрен.
Площа — 41,49 км2. Населення становить 14 071 ос. (станом на 31 грудня 2020).